# Karolinenstraße 19 (Eisenach)

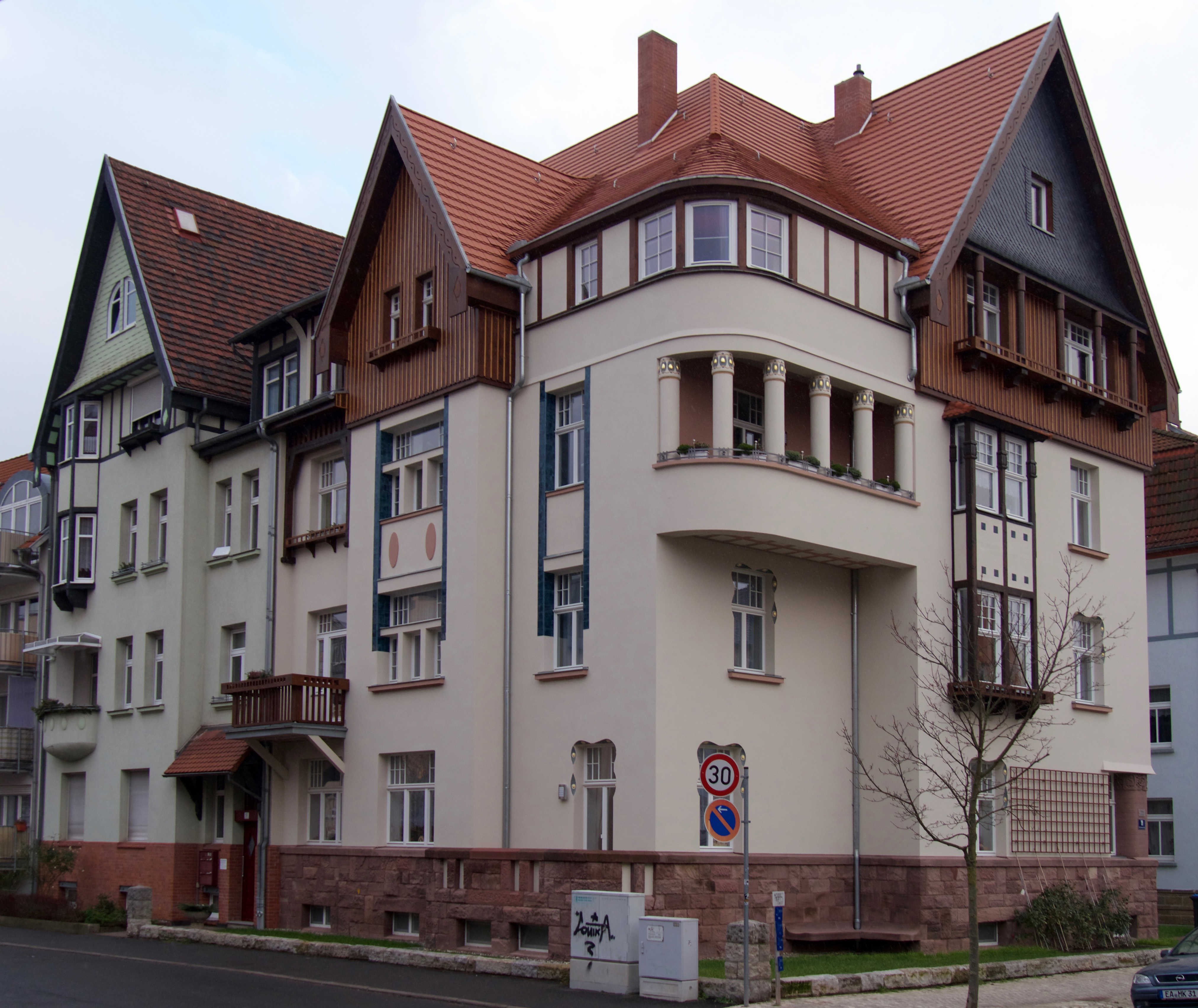
Süd-Ost-Ansicht der Karolinenstraße 19

Das Gebäude Karolinenstraße 19 ist ein denkmalgeschütztes Mehrfamilienhaus in der Karolinenstraße im Norden des Stadtzentrums von Eisenach in Thüringen.

## Geschichte
Das Mehrfamilienhaus wurde 1907 von der Landhausgesellschaft Eisenach in der Karolinenstraße, an der Ecke Dresdener Straße, erbaut. Nachfolgend wechselte das Gebäude als Renditeobjekt mehrfach den Eigentümer, gehörte zunächst dem Beamten Wilhelm John und von den 1930er bis in die 1950er Jahre dem Gerstunger Fabrikdirektor Martin Messerschmidt.
Die letzte private Eigentümerin vermachte das Gebäude zu DDR-Zeiten der städtischen Kommunalen Wohnungsverwaltung, da sie es finanziell nicht mehr instand halten konnte. Nach 1990 leitete die Alteigentümerin ein Restitutionsverfahren ein, das nach mehrjährigem Prozess erfolgreich war. Die Eigentümerin verkaufte das zurückerhaltene, inzwischen leerstehende Objekt schließlich an einen Bauinvestor, der im Mai 2014 die denkmalgerechte Sanierung des Gebäudes in Angriff nahm. Unter Beteiligung der Denkmalbehörde wurde 2014 die Fassade mit ihren hölzernen Schmuckelementen originalgetreu wiederhergestellt.